# Von null Uhr eins bis Mitternacht
Von null Uhr eins bis Mitternacht ist eine 1966 produzierte Kriminalserie, die zwischen Januar und Juli 1967 vom ZDF jeweils mittwochs ab 18.55 Uhr in 13 Folgen ausgestrahlt wurde.

## Handlung
Der bekannte und erfolgreiche Detektiv Mark Lissen möchte eigentlich nur Urlaub machen. Doch egal in welchem europäischen Hotel er auch absteigt, sofort nach seiner Ankunft wird er in einen Kriminalfall verwickelt. Dabei bekommt Lissen es mit Verbrechen aller Art zu tun: Mord, Erpressung, Diebstahl, Spionage. Pech für die Ganoven, dass Mark Lissen eine Aufklärungsquote von 100 % nachweisen kann.

## Sonstiges
Die Serie war eine Produktion von TV-Star München. Produzent Dr. Harald Müller war bereits für die Serie Alarm in den Bergen verantwortlich gewesen und produzierte in den 1980er Jahren einige Durbridge-Verfilmungen.
Die Idee zu dieser Serie stammte von Edward Maria Solger, der auch die Bücher für einige Folgen schrieb. Die beiden anderen Autoren Walter Forster und Stefan Gonnermann zeichneten auch für weitere Serien verantwortlich. Gonnermann schrieb Drehbücher u. a. für Die seltsamen Methoden des Franz Josef Wanninger und Die fünfte Kolonne und war ebenso wie sein Kollege Forster, von dem die Bücher zu Alarm für Dora X stammten, als Autor für Das Kriminalmuseum tätig.
Folge 13 („Die Hochzeit“) sollte ursprünglich am 19. April 1967 gesendet werden, wurde aber wegen des Todes Konrad Adenauers am gleichen Tag auf den 26. Juli 1967 verschoben.
Almut Eggert und Wolfgang Spier, die gemeinsam in der Folge „Die Henkersmahlzeit“ zu sehen sind, waren von 1959 bis 1965 miteinander verheiratet.
Imdb führt die Serie mit dem Zusatz Der abenteuerliche Urlaub des Mark Lissen. Dieser Zusatz findet sich allerdings weder auf der Krimihomepage noch auf dem Label der DVD.

## Episodenliste
| Folge | Erstausstrahlung | Titel                               | Gastschauspieler (Auswahl)                                                                               |
| 1     | 25. Januar 1967  | Formel „X“                          | Til Kiwe, Emely Reuer, Arthur Binder, Helmut Alimonta                                                    |
| 2     | 1. Februar 1967  | Das Verlobungsgeschenk              | Franziska Bronnen, Harry Kalenberg, Sylvia Lydi                                                          |
| 3     | 8. Februar 1967  | Der vergessene Chip                 | Eduard Linkers, Georg Hartmann, Adolf Ziegler                                                            |
| 4     | 15. Februar 1967 | Mrs. Donners Schmuck                | Peter Böhlke, Andrea L’Arronge, Uli Steigberg                                                            |
| 5     | 22. Februar 1967 | Eine Bombe für den Scheich          | Claude Farrell, Walo Lüönd, Rudolf Wessely, Hans Musäus                                                  |
| 6     | 1. März 1967     | Die Henkersmahlzeit                 | Wolfgang Spier, Almut Eggert, Gerhard Frickhöffer, Leo Bardischewski, Edgar Wenzel                       |
| 7     | 8. März 1967     | Die Geschichte der schönen Gräfin   | Otto Stern, Sigurd Fitzek, Elisabeth Volkmann, Kunibert Gensichen, Walter Feuchtenberg, Karl Obermayr    |
| 8     | 15. März 1967    | Wer hat Mrs. Jones zuletzt gesehen? | Hans Cossy, Herta Fahrenkrog, Henry van Lyck, Hans Zander, Paul Neuhaus, Ulf J. Söhmisch, Peter Dornseif |
| 9     | 22. März 1967    | Die kranke Miss Mabel               | Olga von Togni, Horst Poenichen, Manfred Fürst                                                           |
| 10    | 29. März 1967    | Das Museumsstück                    | Paul Bürks, Hubert Mittendorf, Peter Martin Urtel                                                        |
| 11    | 5. April 1967    | Die Rache                           | Hannelore Cremer, Wolfgang Stumpf, Alexis von Hagemeister, Johannes Buzalski, Joost Siedhoff             |
| 12    | 12. April 1967   | Der Blumengruß                      | Dietrich Thoms, Werner Abrolat, Peggy Parnass, Maren Bielenberg, Peter Brand                             |
| 13    | 26. Juli 1967    | Die Hochzeit                        | Rolf Wanka, Ellen Frank, Barbara Stanek, Ellen Farner                                                    |

## Kritiken
Die Krimihomepage lobt die Serie als eine mit „13 spannende[n] Krimiabenteuer[n]“, die alles hat, „was ein handfester Krimi braucht“.

## DVD-Veröffentlichungen
Die komplette Staffel ist seit 2012 auf zwei DVDs erhältlich.